# Serratula centauroides
Serratula centauroides là một loài thực vật có hoa trong họ Cúc. Loài này được Carl von Linné miêu tả khoa học đầu tiên năm 1753.